# سيلفيت
سيلفيت معدن من معادن الهاليدات وهو معدن ملح كلوريد البوتاسيوم KCl. يماثل السلفيت في خواصه كثيراً معدن الهاليت (NaCl)، حيث أنهما متشابهان في الشكل.
وصف السيلفيت لأول مرة سنة 1832 وسمّي كذلك على شرف الكيميائي الهولندي فرانسيسكوس سيلفيوس Franciscus Sylvius الذي عاش في الفترة ما بين (1614–1672).